# فیلیپا توماس
فیلیپا توماس (انگلیسی: Philippa Thomas؛ زادهٔ ۲۲ نوامبر ۱۹۶۵) روزنامه‌نگار، مجری تلویزیون، و گوینده اخبار اهل بریتانیا است. وی گوینده بنگاه خبرگزاری داخلی و خارجی بی‌بی‌سی و مجری اصلی اخبار ورلد نیوز در بی‌بی‌سی است و خبرهای شب را در کانال خبری بی‌بی‌سی و سرویس جهانی بی‌بی‌سی ارائه می‌کند. او در حال حاضر مجری برنامه «ویروس کرونا: داستان‌های شما» در سرویس جهانی بی‌بی‌سی و کانال خبری بی‌بی‌سی است.

## دوران جوانی و تحصیلات
توماس در ویکفیلد، یورک‌شر غربی متولد شد و دوران جوانی خود را در این شهر گذراند، وی دختر یک معلم انگلیسی و خلبان نیروی هوایی پادشاهی بریتانیا است که در یک مجتمع دولتی فعالیت داشت توماس به کالج دانشگاهی آکسفورد پیوست تا در سال ۱۹۸۴ ادبیات انگلیسی را مطالعه کند و یک سال بعد به فلسفه، سیاست و اقتصاد روی آورد.

## فعالیت حرفه‌ای
فیلیپا در پی فارغ‌التحصیلی از دانشگاه باکسب دوبار مقام اول، در برنامه کارآموزی شبکه بی‌بی‌سی جایگاهی کسب نمود. از ۸ آزمون نهایی، او تنها زنی بود که در تمامی امتحانات به پیروزی دست یافت. توماس گزارش‌ها متعددی را از ایالات متحده، آمریکای جنوبی، آفریقا و قاره اروپا ارائه کرده است. او از ۲۰۰۷ تا ۲۰۱۰به عنوان مجری و خبرنگار ویژه دفتر بی‌بی‌سی در واشینگتن پست شد، جایی که اغلب گزارش‌ها سیاسی را از این مکان مخابره می‌کرد. توماس گزارشاتی را از ویژگی‌های اصلی سیاست، اقتصاد و فرهنگ ایالات متحده تهیه کرده است. داستان‌های وی در بی‌بی‌سی ورلد نیوز، پخش اخبار پی‌بی‌اس، بی‌بی‌سی نیوز ورلد آمریکا و بی‌بی‌سی و در اینترنت به صورت آنلاین پخش می‌شود.
پیش از آن، طی سالهای ۲۰۰۷و ۲۰۰۸، توماس اولین نسخه ۱۰ شب ئی‌تی ورلد نیوز توری را به روی اکران برد، یک برنامه خبری یک ساعته در بی‌بی‌سی ورلد نیوز و بی‌بی‌سی نیوز. از سال ۱۹۹۷ تا ۲۰۰۱، او همچنین خبرنگار بی‌بی‌سی در آمریکای شمالی بود و اخبار اصلی را از استیضاح رئیس‌جمهور کلینتون تا تأثیرات جهانی حملات ۱۱ سپتامبر گزارش کرد. از ۱۹۹۰تا ۱۹۹۷، او خبرنگار سیاسی بی‌بی‌سی بود که از وست مینستر، بلفاست و دوبلین گزارش می‌داد، از جمله پوشش گسترده بر روی روند صلح ایرلند شمالی.
توماس در حالی‌که عضو روزنامه‌نگاری تیم نیمن (۲۰۱۰–۲۰۱۱) در دانشگاه هاروارد بود، تحصیل در رسانه‌های دیجیتال و روزنامه‌نگاری شهروندی را دنبال کرد، در این دوره یک پست وبلاگ توسط توماس منتشر شد و موفق شد اظهار نظر پی.جی. کراولی رادر وبلاگ منعکس کند که بازتاب گسترده‌ای داشت و منجر به استعفای کراولی شد. او در ژوئیه ۲۰۱۱ به شغل سابق خود در اخبار بی‌بی‌سی خود بازگشت. از زمان بازگشت به بریتانیا توماس به عنوان خبرنگار بی‌بی‌سی نیوز حضور پیدا کرده است.
از ژانویه ۲۰۱۳، توماس مجری تمام وقت در بازسازی مجدد بی‌بی‌سی ورلد نیوز بود، ابتدا به عنوان مجری اصلی ورد نیوز تودی روی صحنه رفت. او همچنین مجری گاه به گاه دولرد تو در رادیو بی‌بی‌سی ۴ و نیوشر در (سرویس جهانی بی‌بی‌سی) است.
توماس مجری انتخابات ویژه سرویس جهانی بی‌بی‌سی است که از انتخابات بریتانیا و ایالات متحده خبر می‌دهد.
در ۲۰۱۸، توماس در فیلم دنیای ژوراسیک: سقوط پادشاهی در نقش خود ظاهر شد.
در ۲۴ ژوئیه ۲۰۲۱ توماس برای اولین بار بی‌بی‌سی یک اخبار آخر هفته و اخبار دیرهنگام را برای بی‌بی‌سی ارائه کرد.